# Rydal Water
Rydal Water è un piccolo specchio d'acqua nella parte centrale del Lake District inglese, nella contea di Cumbria. Si trova vicino alla frazione di Rydal, tra Grasmere e Ambleside nella valle di Rothay.
Il lago è lungo 1,18 km e varia in larghezza fino a un massimo di 350 metri, coprendo un'area di 0.31 km2. Ha una profondità massima di 17 metri e si trova ad un'altitudine di 54 metri sul livello del mare. Il lago è sia alimentato che drenato dal fiume Rothay, che scorre da Grasmerea monte, verso Windermere a valle.
Le acque della metà meridionale del lago sono affittate dal Lowther Estate al National Trust, mentre quelle della metà settentrionale appartengono alla tenuta di Rydal Hall. La navigazione è vietata, ad eccezione dei residenti di Rydal Hall.
Numerose passeggiate sono possibili nelle colline circostanti, così come una passeggiata intorno al lago, che comprende Dove Cottage e Rydal Mount, entrambe residenze di William Wordsworth, e Rydal Cave. All'estremità occidentale del lago, alcuni gradini conducono a Wordsworth's Seat, che è considerato il punto panoramico preferito dal poeta Wordsworth nel Lake District.
Si crede che White Moss House, all'estremità settentrionale del lago, sia l'unica casa che Wordsworth abbia mai comprato. La comprò per suo figlio Willie e la famiglia visse lì fino agli anni 1930. Nab Cottage si affaccia sul lago e un tempo era la dimora di Thomas de Quincey e Hartley Coleridge, il figlio di Samuel Taylor Coleridge. Nelle vicinanze si trova la storica Rydal Hall.

## Galleria d'immagini

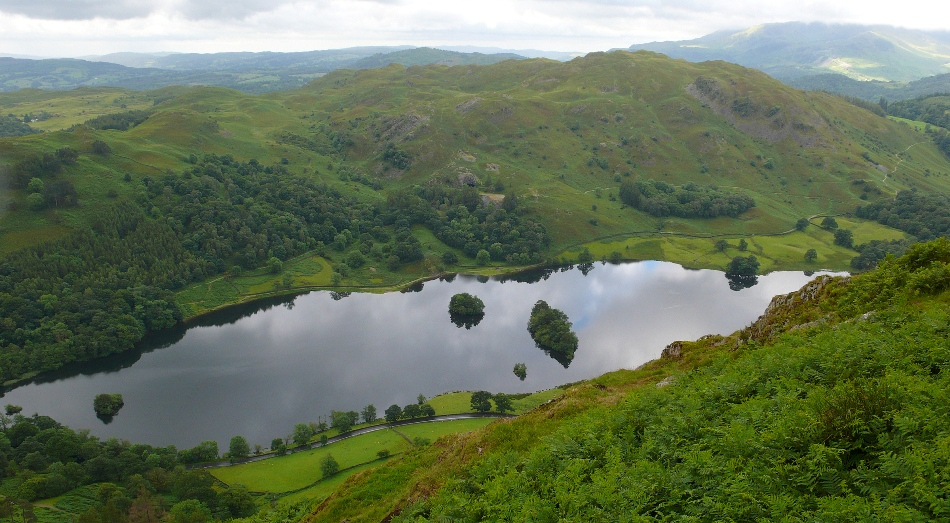
Rydal Water visto dalla vetta del Nab Scar.
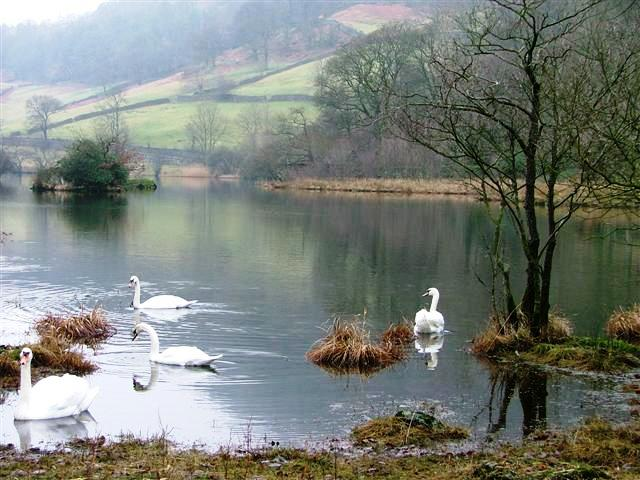
Estremità orientale di Rydal Water.
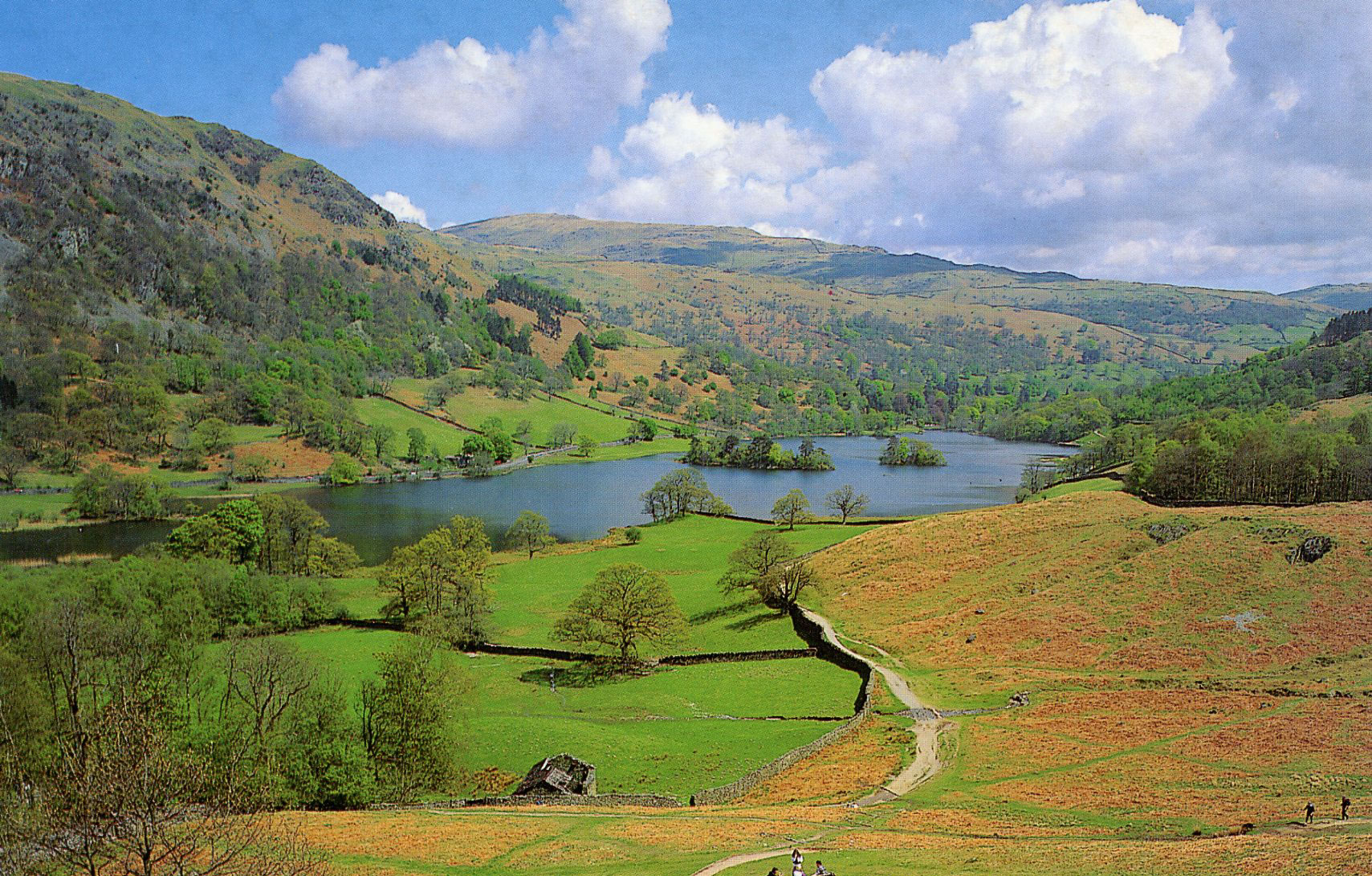
Da Loughrigg, Distretto dei Laghi.